# Peral (Proença-a-Nova)
Peral é uma povoação portuguesa do Município de Proença-a-Nova que foi sede da extinta Freguesia de Peral, freguesia que tinha 25,63 km² de área e 674 habitantes (2011), e, por isso, uma densidade populacional de 26,3 hab/km².
A Freguesia de Peral foi extinta (agregada) pela última reorganização administrativa do território das freguesias, de acordo com a Lei nº 11-A/2013, de 28 de Janeiro, tendo o seu território sido agregado ao da Freguesia de Proença-a-Nova, para constituir a União de freguesias de Proença-a-Nova e Peral, com sede em Proença-a-Nova.
A área da antiga freguesia estende-se desde a Sobreira Formosa, que encontra ao norte até ao Fratel, do Município vizinho de Vila Velha de Ródão, a nascente, à freguesia de São Pedro do Esteval, a sul, e à vila de Proença-a-Nova, do lado poente.

## História
Era conhecida por freguesia de São Tiago, após a sua fundação ocorrida na segunda metade do século XVI. Antes, fazia parte da única freguesia do concelho de Proença-a-Nova, de onde nascera, também, a de São Pedro do Esteval. Pertenceu ao Priorado e Corregedoria do Crato e à Provedoria de Tomar. Como povoação é muito mais antiga, mas insusceptível de localizar no tempo. Consta que existiam vestígios de uma povoação romana, perto da actual sede de freguesia, no sítio a que chamavam «Castelo do Chão do Trigo». Ficava no alto de um outeiro, rodeada pelo ribeiro de Estevês, murada, de duas portas. Aí se encontraram moedas de imperadores romanos anteriores e posteriores ao nascimento de Cristo e, em 1712, um homem, que lavrava um terreno próximo, desenterrou mais de trezentas dessas moedas, que vendeu a tostão. É de crer, pois, que os súbditos de Roma se tenham ali estabelecido quando fundaram Proença-a-Nova, há cerca de dois mil anos! Em 1834, teve juiz «pedâneo» e, a partir de 1837, passou a constituir um julgado de paz juntamente com a freguesia de São Pedro do Esteval, que ficou como sede. Em 1755, foi atingida pelo terramoto, tendo secado todas as fontes. Talvez isso tenha contribuído para a fama que alcançaram as águas do Rio Ocreza, de serem muito boas para o estômago.
Actualmente, Peral é uma localidade em crescimento, que se dedica predominantemente à agricultura, à semelhança do que acontece com a generalidade das suas vizinhas. A construção civil, em desenvolvimento, demonstra, no entanto, a sua evolução fisionómica, à entrada do novo milénio.

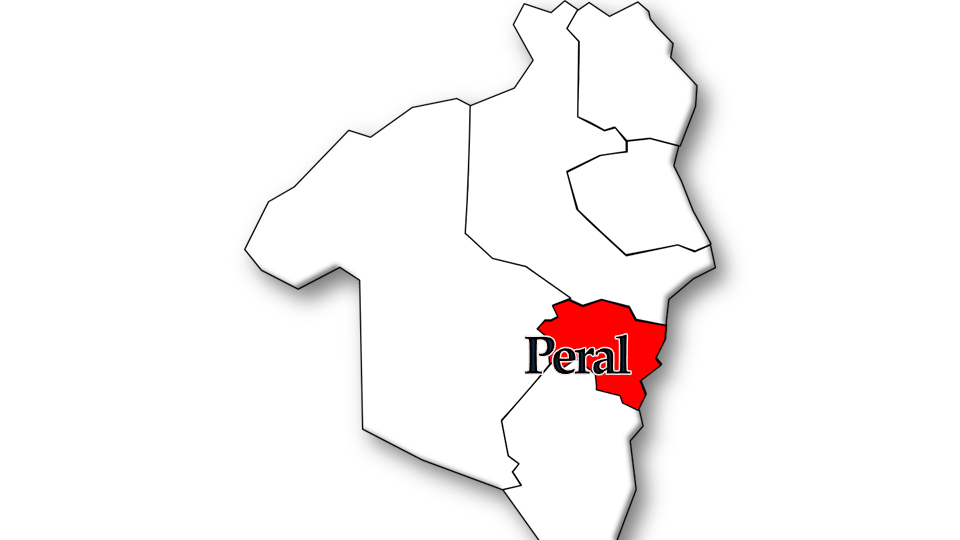
Localização no Município de Proença-a-Nova

## População
Grupos etários em 2001 e 2011			

| Nº de habitantes / Variação entre censos | Nº de habitantes / Variação entre censos | Nº de habitantes / Variação entre censos | Nº de habitantes / Variação entre censos | Nº de habitantes / Variação entre censos | Nº de habitantes / Variação entre censos | Nº de habitantes / Variação entre censos | Nº de habitantes / Variação entre censos | Nº de habitantes / Variação entre censos | Nº de habitantes / Variação entre censos | Nº de habitantes / Variação entre censos | Nº de habitantes / Variação entre censos | Nº de habitantes / Variação entre censos | Nº de habitantes / Variação entre censos | Nº de habitantes / Variação entre censos | Nº de habitantes / Variação entre censos |
| ---------------------------------------- | ---------------------------------------- | ---------------------------------------- | ---------------------------------------- | ---------------------------------------- | ---------------------------------------- | ---------------------------------------- | ---------------------------------------- | ---------------------------------------- | ---------------------------------------- | ---------------------------------------- | ---------------------------------------- | ---------------------------------------- | ---------------------------------------- | ---------------------------------------- | ---------------------------------------- |
| 1864                                     | 1878                                     | 1890                                     | 1900                                     | 1911                                     | 1920                                     | 1930                                     | 1940                                     | 1950                                     | 1960                                     | 1970                                     | 1981                                     | 1991                                     | 2001                                     | 2011                                     |                                          |
| 426                                      | 425                                      | 488                                      | 552                                      | 649                                      | 706                                      | 858                                      | 1 076                                    | 1 170                                    | 1 165                                    | 1 002                                    | 892                                      | 930                                      | 792                                      | 674                                      |                                          |
|                                          | -0%                                      | +15%                                     | +13%                                     | +18%                                     | +9%                                      | +22%                                     | +25%                                     | +9%                                      | -0%                                      | -14%                                     | -11%                                     | +4%                                      | -15%                                     | -15%                                     |                                          |

|     | 0-14 anos | 15-24 anos | 25-64 anos | 65 e + anos |
| Hab | 102 \| 53 | 96 \| 75   | 373 \| 343 | 221 \| 203  |
| Var | -48%      | -22%       | -8%        | -8%         |

## Actividades Económicas
O solo é pobre, pratica-se uma agricultura de subsistência, exploração florestal e há salsicharia tradicional. Produz-se azeite, centeio, milho e pouco mais. A estas culturas, de sempre, o povo juntava a exploração do mel e da cera, a caça e a pesca no rio Ocreza, que chegou a ser rico em trutas.

## Património Cultural e Edificado
- Igreja Matriz
- Cruzeiro do Cabeço

## Locais de interesse Turístico
- Moinhos de água
- Zona piscatória
- Campo de Tiro da Nave à Metade
- Sítio da Conheira
- Paisagem Natural

## Festas e Romarias
- S. Tiago Menor - Sábado do 1º fim-de-semana de Maio
- Nossa Senhora de Fátima - Sábado do 1º fim-de-semana de Junho

## Ensino
A freguesia já não tem nenhuma escola em funcionamento, tendo existido duas escolas situadas em Peral e em Pedra do Altar, onde acorriam as crianças de todos os lugares.

## Lugares da Freguesia
- Estevês
- Junceira
- Pedra do Altar
- Vale do Clérigo
- Vale da Mua
- Vale Videiros

## Artesanato
- Ferreiro
- Ferrador

## Gastronomia
- Maranho
- Queijo Fresco de cabra
- Tigelada
- Sopa de peixe do rio
- Escabeche de barbo
- Migas de peixe
- Borrego

## Colectividades
- Associação Cultural Desportiva e Recreativa do Vale da Mua
- Centro Desportivo Cultural e Social de Estevês

## Curiosidades
As freguesias de Peral e de Proença-a-Nova são as que têm vindo a perder menos habitantes, nas últimas décadas, no Município de Proença-a-Nova.